# オートポリス
オートポリス（英: AUTOPOLIS）は、大分県日田市上津江町上野田にあるサーキットである。

## 歴史

### オープン
元々は山本観光が「ゲーリー・プレーヤー・カントリークラブ」という名のゴルフ場を建設する予定地として所有していたが、1970年代にオイルショックにより計画が頓挫していた広大な土地に、不動産開発などを中心とする企業のオーナーで、オートポリスの運営会社である株式会社日本オートポリス社長の鶴巻智徳の指揮により、バブル景気全盛期の1990年にオープンした。
オープンに合わせて、同年11月30日には竹下登元首相などを招待し、東京全日空ホテルでオープニングパーティーが行われた。なお鶴巻は、1989年に同ホテルで行われたオークションで、パブロ・ピカソの「ピエレットの婚礼」を5160万ドルで競り落としたことで世界的に有名となっていた。また後に馬主としてエーピーインディを所有していた。
1991年3月には、こけら落としイベントとも言える全日本F3000選手権が開催され、決勝日には7万人を超える観衆が押し寄せ、スタンドを埋め尽くした。同年10月には、オートポリス初のFIA公認世界選手権レースとなるスポーツカー世界選手権（SWC）の最終戦が開催され、F1デビュー間もないミハエル・シューマッハも出走し、優勝を飾っている。

### F1誘致

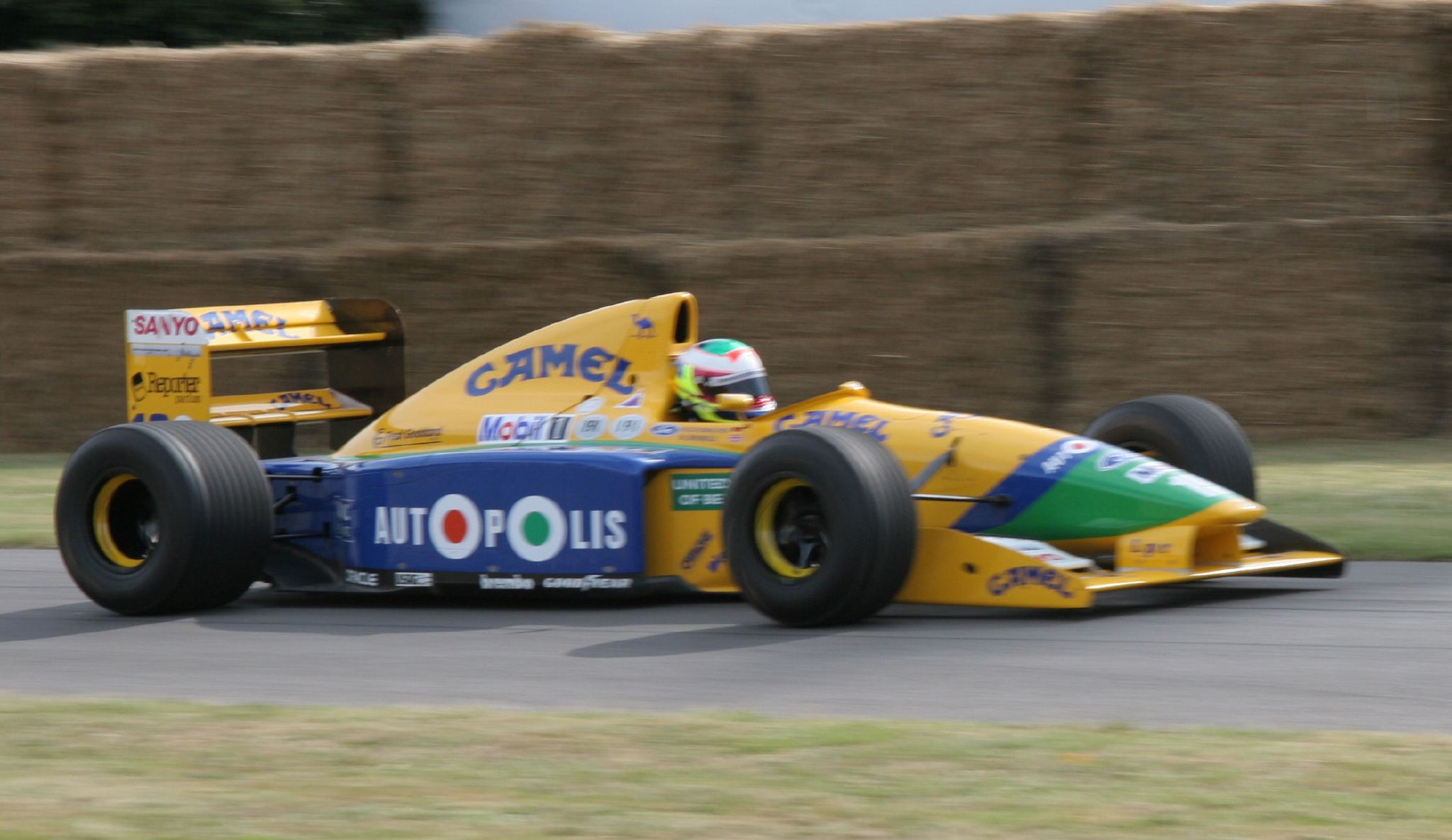
「オートポリス」のロゴが入った、ベネトン・B191

オートポリスは、当初からF1開催を目指して建設されたサーキットで、1990年と1991年にはネルソン・ピケがドライブするベネトンチームのスポンサーとなり、オープニングイベントには、フラビオ・ブリアトーレ以下の同チーム関係者とピケなどが列席するなど、積極的にF1の誘致活動を行っていた。 
さらに、バーニー・エクレストンに対しても様々なロビー活動や交渉を行い、これが実り、1993年にはF1第3戦を「アジアGP」として初開催することになった。

### 充実した施設
F1開催に向けて、3階建てのピットビルディングや2万人の観客を収容できる最終コーナースタンド、コースを見渡せるホテル「ベラ・ビスタ」、美術館、3回ワールドチャンピオンとなったネルソン・ピケの博物館、カートコース、ヘリポートなどを備えていた。
なお、サーキット内のホテル「ベラ・ビスタ」は、わずか28室の高級ホテルとして建設され、他にも350室のリゾートホテルが建設される予定であった。また美術館には、鶴巻が購入したピカソの作品の他に、ルネ・マグリットやクロード・モネ、フィンセント・ファン・ゴッホなどの作品を展示する予定であった。
また、オートポリス独自のワンメイクフォーミュラ「FC45」のレースが1991年から開催された。「FC」とは当時の社長の名前から「フォーミュラ・クレーン（鶴）」と言われている。45は排気量（4,500cc）。

### 倒産
このように、日本の他のサーキットでは見られないような様々な投資が行われたが、バブル崩壊により1992年に「日本オートポリス」は倒産。翌1993年初開催の予定であったF1はキャンセルとなった。美術館とホテルは閉鎖され、美術品は債権者に差し押さえられた。また「FC45」もこの年限りで終了となった。
翌1993年以降、レーストラックの建設を担当した債権者であるゼネコンのハザマが「大分阿蘇レーシングパーク」として運営を続けるものの、アクセスの悪い山間奥地にあるため経営が成り立たず、サーキットの存続が危ぶまれる状態に陥ってしまう。

### 再建
1996年にハザマより上津江村（当時）に、抵当権付きのままながらも無償譲渡された後は、地元住民によるボランティアの協力等を得つつ、第3セクターの、有限会社かみつえグリーン商事がサーキット運営を継続。名称も、知名度の高かった「オートポリス」に戻された。その頃はビッグレースは開催不能で、走行会やアマチュアレース中心の運営であった。
1999年11月には、オールスター戦ではあるものの全日本GT選手権が初めて開催され、季節外れの大雪の中、5万人近い観客を集める。2002年からは全日本ロードレース選手権、2003年からは、経営が行き詰った美祢サーキットに代わる形で全日本GT選手権が開催された他、2006年にはフォーミュラ・ニッポンも開催されるなど、徐々に運営は上向きとなった。
2005年3月に、川崎重工が同サーキットを買収したことを発表。同月、市町村合併で上津江村が日田市に編入合併した事も関係あるといわれている。同社の二輪車の開発用テストコースとして活用する一方で、全日本格式をはじめとする各種レースイベントも継続して開催されている。なお、川崎重工は、同じ大分県内にSPA直入という二輪用サーキットを所有していたが、オートポリス買収後もSPA直入の運営を続けている。
その後、営業されないままで、さらにメインテナンスもされないまま老朽化したホテル「ベラ・ビスタ」や、美術館の建物は取り壊され空き地になった。2010年からは国際格式の二輪レースであるFIMアジアロードレース選手権が全日本ロードレース選手権と併催で開催されている。

### 現在
2011年にはSUPER GTが復活し、フォーミュラ・ニッポンが2&4として全日本ロードレース選手権（ST600）と併催で開催され、それとは別に全日本ロードレース（全クラス）がASIAN GPと併催で開催されるなど、レーススケジュールが大きく変更された。2011年11月より2012年3月までの期間で、オープン以来初となるメインコースの全面改修工事（路面の全面張替えと縁石の一部を改修）を行った。
また、2012年からはスーパー耐久が開催されている。2013年には、2004年より続いていた全日本プロドリフト選手権がスケジュールから外れたが、2014年には復活している。

#### 熊本地震による影響
2016年4月の熊本地震では、16日の本震で震源地近くに所在する本コースも被災し、コース数カ所やパドックビル・ロイヤルルーム等にヒビが入る、メインスタンドの地盤沈下などのダメージを受けたため、当座同年5月末までの施設クローズを決定、5月に開催予定だったSUPER GT第3戦と、6月に開催予定だった全日本ロードレース選手権第4戦、9月に開催予定だったスーパーフォーミュラ第5戦の中止も決定した。 
その後、同年10月1日に営業を再開し11月にはスーパー耐久シリーズ第6戦が予定通り開催された。なお、被害があった東側のロイヤルルームと表彰台のモニュメントは後に取り壊されている。

## コース

### インターナショナルレーシングコース
全長4,674mの長さを誇る、FIAグレード2の国際公認コース。標高800ｍにある。ホームストレートは902m、高低差は52メートル、最大上り勾配7.2%、下り勾配10%のアップダウンの激しいテクニカルコース。そのため、タイヤの磨耗度が激しく、一部のレーサーからは「タイヤ泣かせのコース」といわれている。日本では珍しく、ピットロードがコースの外側にある。よって、ピットから見るとマシンの走行方向が他のサーキットと逆になる。元ホンダF1の責任者桜井淑敏がコース監修を行った。

### レイクサイドコース
全長1,760m。カートやドリフト走行会、市販車試乗会等に使われる。

### ジムカーナ場
ファイナルコーナースタンドの背後、P3駐車場として使われる場所にあった。
主にドリフト走行会、ドリフト練習会などのイベントで使用されていたが、2019年3月末をもって営業を終了し、現在はオフロードバギーヴィレッジとしてバギーの運転体験ができる施設になっている

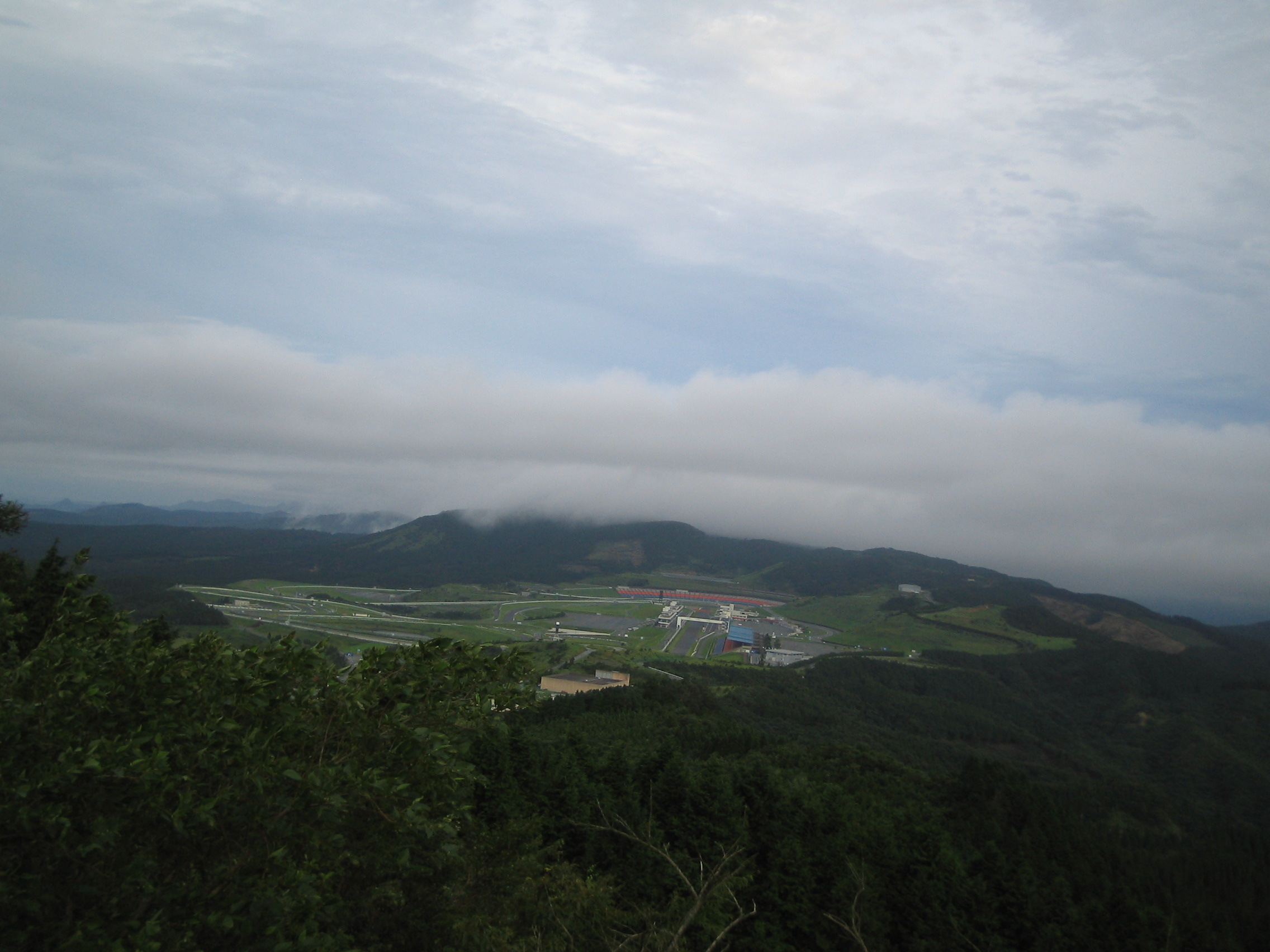
山腹から見たオートポリス
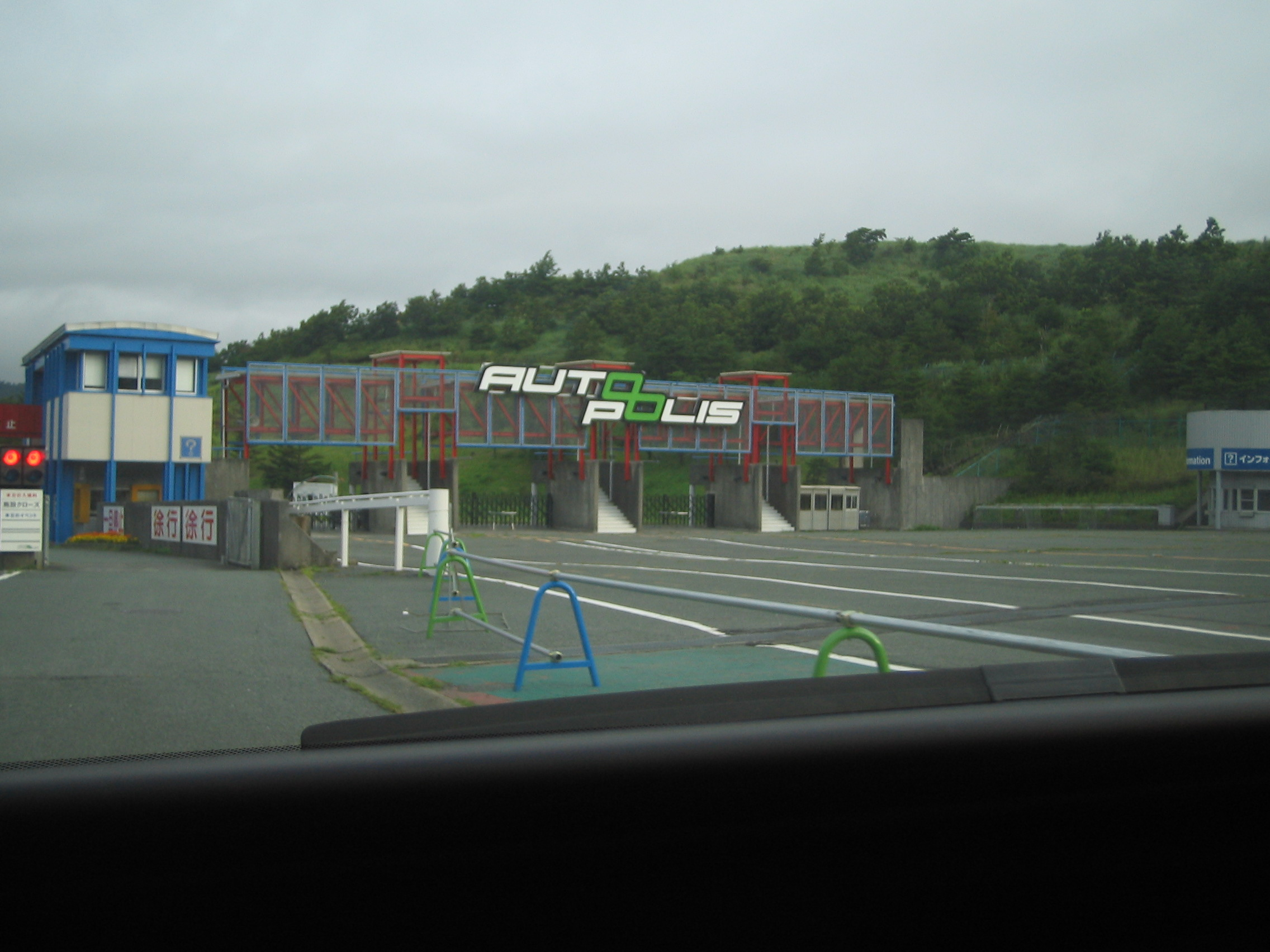
入場ゲート
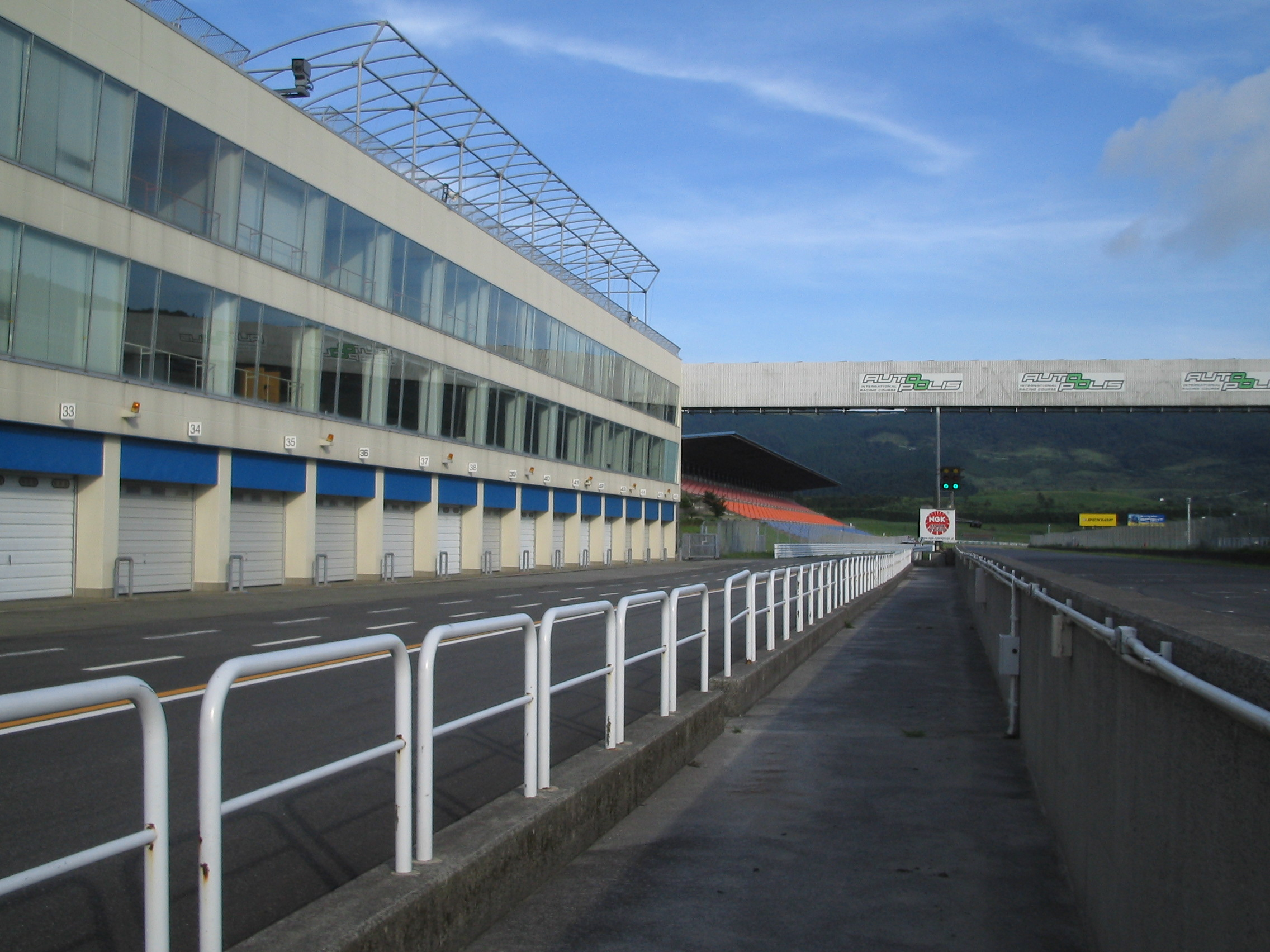
ピットレーン

## コースレコード
| オートポリス コースレコード |                                   |                      |          |        |
| カテゴリー                  | マシン                            | ドライバー・ライダー | タイム   | 樹立年 |
| スーパーフォーミュラ        | TEAM MUGEN SF19                   | 野尻智紀             | 1'24.140 | 2020年 |
| SUPER GT（GT500）           | ARTA MUGEN NSX GT                 | 福住仁嶺             | 1'31.132 | 2023年 |
| SUPER GT（GT300）           | muta Racing GR86 GT               | 堤優威               | 1'42.016 | 2023年 |
| スーパー耐久                | マッハGoGoGo車検 GT-R             | 山野直也             | 1'47.089 | 2013年 |
| 二輪（JSB1000）             | YAMAHA FACTORY RACING TEAM YZF-R1 | 中須賀克行           | 1'46.306 | 2019年 |
| グループC                   | ジャガーXJR-14                    | テオ・ファビ         | 1'27.188 | 1991年 |
| 全日本F3000                 | TOSTEM LOLA T90                   | 中谷明彦             | 1'30.124 | 1991年 |

## 現在の施設
- ロイヤルルーム
- メイングランドスタンド
- ファイナルコーナースタンド
- コースサイドロッジ
- ドライバーズサロン
- メインコントロールタワー
- ヘリポート
- パドックビル
- ガソリンスタンド

## イベント

### 1999年
- 全日本GT選手権オールスター戦

### 2002年
- 全日本ロードレース選手権

### 2003年
- 全日本GT選手権
- 全日本ロードレース選手権

### 2004年～2005年
- 全日本GT選手権
- 全日本ロードレース選手権
- 全日本プロドリフト選手権

### 2006年
- フォーミュラ・ニッポン
- SUPER GT
- 全日本ロードレース選手権
- 全日本F3選手権
- 全日本プロドリフト選手権

### 2007年
- SUPER GT
- 全日本ロードレース選手権
- 全日本プロドリフト選手権
- 全日本F3選手権
- AFOS（アジアンフェスティバルオブスピード）

### 2008年
- 第63回国民体育大会
- SUPER GT
- 全日本ロードレース選手権
- 全日本プロドリフト選手権
- 全日本F3選手権

### 2009年
- フォーミュラ・ニッポン
- SUPER GT
- 全日本ロードレース選手権
- 全日本F3選手権
- 全日本プロドリフト選手権

### 2010年
- フォーミュラ・ニッポン
- 全日本ロードレース選手権（大雨のため決勝レース土曜日開催のGP-MONOクラス以外は全て中止）
- 全日本F3選手権
- 全日本プロドリフト選手権
- FIMアジアロードレース選手権
- SUPERRACE CHAMPIONSHIP

### 2011年
- フォーミュラ・ニッポン
- SUPER GT
- 全日本ロードレース選手権
- 全日本プロドリフト選手権
- FIMアジアロードレース選手権

### 2012年
- フォーミュラ・ニッポン
- SUPER GT
- 全日本ロードレース選手権
- スーパー耐久
- 全日本プロドリフト選手権
- FIMアジアロードレース選手権

### 2013年
- スーパーフォーミュラ
- SUPER GT
- 全日本ロードレース選手権
- スーパー耐久
- FIMアジアロードレース選手権

### 2014年
- 全日本ロードレース選手権
- スーパーフォーミュラ
- SUPER GT
- FIMアジアロードレース選手権
- 全日本プロドリフト選手権
- スーパー耐久

### 2015年
- 全日本ロードレース選手権
- スーパーフォーミュラ
- スーパー耐久
- SUPER GT

### 2024年
- 第78回国民スポーツ大会

### 過去に開催された主なイベント
- スポーツカー世界選手権
- 全日本F3000選手権
- 全日本ツーリングカー選手権（JTC / JTCC）
- FC45

### その他
- ママチャリグランプリ - 自転車のうち「軽快車」を使用してオートポリスのコースを8人の選手がリレーして走る競技。夏の風物詩となっている。

## サーキットクイーン
このオートポリスのPR活動などを行う「サーキットクイーン」と呼ばれるイメージガールが存在している。毎年春のビッグレース時にオーディションが行われ、4名（当初は5名）が選ばれ活動していたが、2009年から任期が2年に延長している。

### 歴代メンバー
- 2004年：藤原みほ、藤井加奈子、新宮優佳、松原幸枝、村上香織里
- 2005年：高橋久美子、広崎美紗、藤本藍、持永絢子
- 2006年：小倉さやか、小柳友里江、伊藤優子、藤村いづみ
- 2007年：坂那あゆ、清水まい、白石ひとみ、吉澤ゆり
- 2008年：池原冬実、秋成妹、田中彩香、増田仁子
- 2009年 - 2010年：上田綾、榎田さくら[9]、今井春菜、今井怜菜
- 2010年 - 2011年：大宮まおり、寺本幸美
- 2011年 - 2012年：足立佳奈美、井本菜月、澤田麻耶
- 2012年 - 2013年：村上リサ、井芹美奈子、廣瀬奈菜
- 2013年 - 2014年：篠原愛梨、税所くれは、佐々木みき
- 2014年 - 2015年：野田恵理好、森島さつき、矢野萌
- 2015年 - 2017年[10]：上田綾[11]、オリビア、津田知美
- 2017年：小宮麻結、廣原佳乃
- 2018年：今井怜菜[12]、小宮麻結、池田芽生、西田鈴音
- 2019年 - 2020年：ARISA、いつきみや、瑞木ティナ、渡辺由夏、日高亜美、ラニ
- 2021年 - 2022年：木村ゆい、鬼塚すずの、倉智天彩、時任カヨ、あゆ、菜々瀬桃子
- 2023年 - 2024年：今村ふわり、川原梨穂、生野朱音、新田エマ

## アクセス
大分県と熊本県の県境付近の山間部に位置し、近くに高速道路のインターチェンジや鉄道駅、路線バスの乗り入れもないなど、交通アクセスは総じて悪いと言える。公共交通機関は一切ないが、ビッグレース開催期間は日田市や熊本市などからシャトルバスを運行する場合もある。詳細は公式サイトを参照。
日田市方面からは大分県道12号、菊池市方面からは熊本県道45号線、大津町方面からはミルクロードを利用してアクセスするが、いずれも市街地から自動車で30～40分程度かかる。なお、山間部に所在するため、冬季は積雪により周辺道路が通行止めとなることもあるので注意が必要である。